# Riu Tara

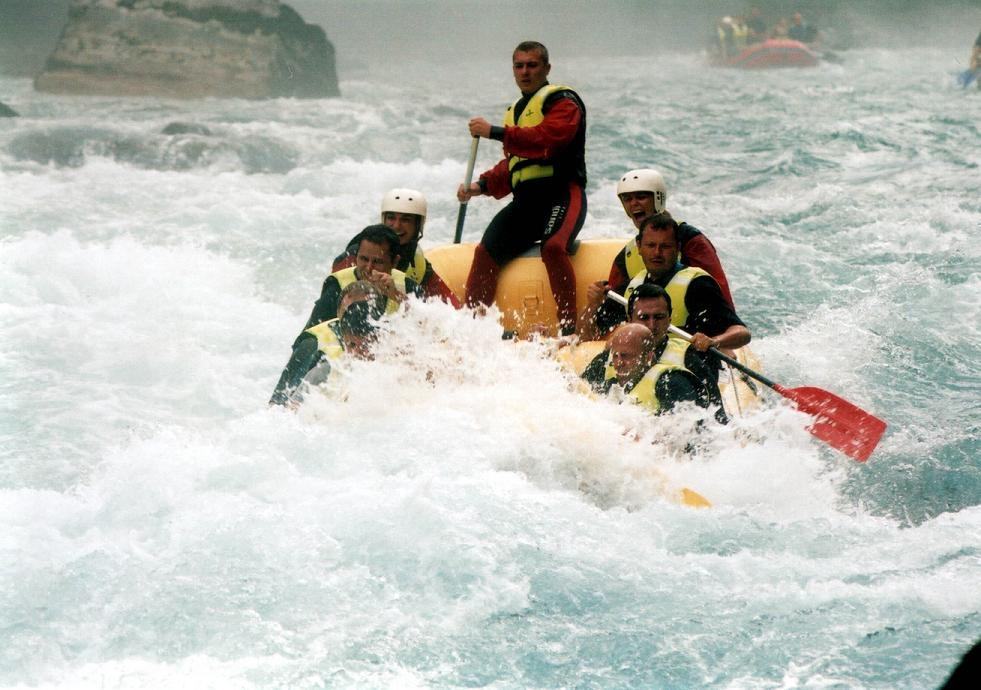
Fent ràfting al riu Tara

El Tara (ciríl·lic: Ријека Тара o Riyeka Tara) és un riu de Montenegro que conjuntament amb el riu Piva formen el riu Drina i, conseqüentment, és un afluent Sava del Danubi. El riu Tara no s'ha de confondre's amb la muntanya Tara i el Parc Nacional Tara, que són a Sèrbia occidental.
El Tara recorre Montenegro i Bòsnia i Hercegovina. Sorgeix de la confluència dels rius Opasnica i Veruša a les muntanyes Prokletije dels Alps Dinàrics de Montenegro. La longitud total és de 144 km, dels quals 110 km estan a Montenegro, mentre que els últims 34 km estan a Bòsnia i Hercegovina; també forma la frontera entre els dos països en diversos llocs. El Tara corre de sud a nord -nord-oest i convergeix amb el Piva a la frontera de Bòsnia i Hercegovina i Montenegro entre els pobles de Šćepan Polje (Montenegro) i Hum (Bòsnia i Hercegovina) per formar el riu Drina.
El riu Tara ha creat un congost que és el més llarg de Montenegro i d'Europa, i el segon més llarg del món després del Gran Canyó (EUA), amb 78 quilòmetres de longitud i 1.300 metres al punt més profund. El congost està protegit dins del Parc Nacional Durmitor i és Patrimoni de la Humanitat.
El govern bosnià i el montenegrí tenien plans per inundar la gola del Tara, amb la construcció d'un embassament hidroelèctric en el riu Drina. No obstant això, abandonaren aquest pla l'abril de l'any 2005 després de diverses protestes en favor de la conservació del congost. El setembre del 2006, però, es va signar un protocol per a la cooperació entre la companyia eslovena Petrol i la companyia montenegrina Montenegro-bonus i la construcció d'una central hidroelèctrica amb una potència inicial de 40 o 60 megawatts està planejada, malgrat tots els esforços per salvar el congost.
El ràfting és una activitat molt popular al riu Tara. També és una de les coses més populars per fer a Montenegro. La ruta de ràfting d'un dia, des de Brstnovica a Šćepan Polje és de 18 km de llarg i porta entre 2 i 3 hores, però la part més popular inclou uns pocs quilòmetres del riu Drina, en conjunt 25 km, al centre de ràfting Drina-Tara. Entre les atraccions de la regió està el Pont de Đurđevića, a l'encreuament de carreteres entre Mojkovac, Žabljak i Pljevlja.